# Resolutie 1646 Veiligheidsraad Verenigde Naties
Resolutie 1646 van de Veiligheidsraad van de Verenigde Naties werd op 20 december 2005 door de VN-Veiligheidsraad aangenomen met 13 stemmen voor en 2 onthoudingen van Argentinië en Brazilië. De resolutie bepaalde dat de 5 permanente leden van de Veiligheidsraad en jaarlijks twee nieuwe van diens verkozen leden lid zouden zijn van het organiserend comité van de Vredesopbouwcommissie die met de vorige resolutie was opgericht.

## Inhoud
De Veiligheidsraad:
- Herinnert aan resolutie 1645.

1. Beslist dat de 5 permanente leden[1] lid zullen zijn van het organiserend comité van de Vredesopbouwcommissie en dat jaarlijks twee van haar verkozen leden zullen worden geselecteerd om ook deel te nemen.
2. Beslist dat het jaarlijks rapport van de Commissie ook bij de Veiligheidsraad zal worden ingediend voor een jaarlijks debat.

## Verwante resoluties
- Resolutie 1631 Veiligheidsraad Verenigde Naties
- Resolutie 1645 Veiligheidsraad Verenigde Naties
- Resolutie 1809 Veiligheidsraad Verenigde Naties (2008)
- Resolutie 1820 Veiligheidsraad Verenigde Naties (2008)

Lijst ·  1581 ·  1582 ·  1583 ·  1584 ·  1585 ·  1586 ·  1587 ·  1588 ·  1589 ·  1590 ·  1591 ·  1592 ·  1593 ·  1594 ·  1595 ·  1596 ·  1597 ·  1598 ·  1599 ·  1600 ·  1601 ·  1602 ·  1603 ·  1604 ·  1605 ·  1606 ·  1607 ·  1608 ·  1609 ·  1610 ·  1611 ·  1612 ·  1613 ·  1614 ·  1615 ·  1616 ·  1617 ·  1618 ·  1619 ·  1620 ·  1621 ·  1622 ·  1623 ·  1624 ·  1625 ·  1626 ·  1627 ·  1628 ·  1629 ·  1630 ·  1631 ·  1632 ·  1633 ·  1634 ·  1635 ·  1636 ·  1637 ·  1638 ·  1639 ·  1640 ·  1641 ·  1642 ·  1643 ·  1644 ·  1645 ·  1646 ·  1647 ·  1648 ·  1649 ·  1650 ·  1651